# Otín (Žďár nad Sázavou-i járás)
Otín település Csehországban, a Žďár nad Sázavou-i járásban. Otín Uhřínov, Stránecká Zhoř, Chlumek, Horní Radslavice, Pavlínov és Měřín településekkel határos. Lakosainak száma 333 fő (2024. január 1.).

## Népesség
A település lakosságának változását az alábbi diagram mutatja:
| Lakosok száma | 329  | 353  | 326  | 318  | 296  | 266  | 327  | 329  | 330  | 333  |
|               | 1869 | 1890 | 1921 | 1950 | 1980 | 2001 | 2017 | 2019 | 2022 | 2024 |